# Liste von Persönlichkeiten der Stadt Römhild
Die Liste von Persönlichkeiten der Stadt Römhild enthält Personen, die in der Geschichte der thüringischen Stadt Römhild im Landkreis Hildburghausen eine nachhaltige Rolle gespielt haben. Es handelt sich dabei um Persönlichkeiten, die Ehrenbürger, hier geboren oder gestorben sind oder in Römhild und den heutigen Ortsteilen gewirkt haben.
Für die Persönlichkeiten aus den nach Römhild eingemeindeten Ortschaften siehe auch die entsprechenden Ortsartikel.

## Ehrenbürger
- 1891 (vermutl.): Christian Heurich (1842–1945), Brauereibesitzer in Washington, D.C.
- 1917: Paul von Hindenburg (1847–1934), Generalfeldmarschall[1]
- 1929: Alfred Götze (1865–1948), Prähistoriker, Gründer und Leiter Steinsburgmuseum. An ihn erinnert in Römhild die Prof.-Götze-Straße.
- 1930: Pierre Mavrogordato (1870–1948), Antikensammler, Gründer der Siedlung Waldhaus bei Römhild
- 1931: Ernst Hönn (1866–1944), 53 Jahre lang Arzt in Römhild, nach ihm ist die Dr.-Ernst-Hönn-Straße benannt[2]
- 1947: Carl Kade, Apotheker und Heimatforscher, Gründer der Gemeinde der Steinsburgfreunde
- 1957: Karl Höfer, Oberlehrer seit 1904, Rektor 1925/26–1945, Heimatforscher
- 1987: Siegfried Gramann, Töpfer, der seinen Familienbetrieb Töpferhof Gramann/VEB Töpferhof Römhild zu Europas größter Freihandtöpferei ausbaute.

## Söhne und Töchter der Stadt
Die folgenden Personen sind in Römhild oder den heutigen Ortsteilen der Stadt geboren. Ob sie ihren späteren Wirkungskreis in Römhild hatten oder nicht, ist dabei unerheblich.

### Persönlichkeiten des Spätmittelalters und der Frühen Neuzeit
- Adam Steinschaber (ab 1478 belegt, genaue Lebensdaten unbekannt), erster Buchdrucker in Genf, geboren in Haina
- Hans Hut (1490–1527), Täufer
- Lucas Maius (1522–1598), evangelischer Theologe und Dramatiker
- Johannes May (1592–1671), Arzt und Stadtphysicus in Römhild und Coburg
- Johann Rebhan (1604–1689), Jurist und Theologe, Professor an die juristische Fakultät der Universität Straßburg
- Nicolaus Seeber (1680–1739), Orgelbauer, Komponist und Lateinlehrer
- Phillipp Caspar Junghans (1738–1797), Professor für Medizin und Botanik, Direktor des botanischen Gartens Halle/Saale[3]
- Johann Heinrich Gottlieb Heusinger (1766–1837), Lehrer und Philosoph
- Christoph Hartung (1779–1853), Arzt und Wegbereiter der Homöopathie

### Persönlichkeiten des 19. Jahrhunderts

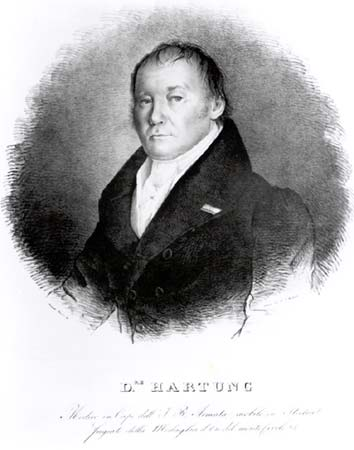
Christoph Hartung (1833)

- Ernst Friedrich Berger (1814–1853), Gutsbesitzer und Botaniker
- Wilhelm Kircher (1831–1901), Bürgermeister, Reichstags- und Landtagsabgeordneter
- Max Saalmüller (1832–1890), preußischer Oberstleutnant und Lepidopterologe
- Karl Ludwig (1839–1901), Landschaftsmaler
- Louis Stoetzer (1842–1906), preußischer General
- Christian Heurich (1842–1945), Brauereibesitzer in Washington D.C. und Philanthrop, geboren in Haina
- Uso Seifert (1852–1912), Organist und Komponist
- Wilhelm Greiner (1879–1957), Literaturwissenschaftler und Pädagoge
- Ernst Höfer (1879–1931), Landtagsabgeordneter im Freistaat Sachsen-Meiningen und Land Thüringen und dort Staatsminister sowie Landwirtschaftspolitiker
- Hugo Rühle von Lilienstern (1882–1946), Arzt und Schöpfer des Paläontologischen Museums Schloss Bedheim
- Fritz Fink (1893–1945), Schriftsteller, Buchhändler, Antiquar
- Otto Graf (1896–1977), Schauspieler und Theaterregisseur

### Persönlichkeiten des 20. Jahrhunderts
- Walter Hönn (1906–1980), Arzt und Heimatforscher
- Siegfried Gramann (1924–1992), Keramiker
- Wolfgang Hage (* 1935), Kirchenhistoriker
- Hans Scheuerecker (* 1951), Maler und Grafiker
- Werner-Siegwart Schippel (* 1951), Landtagsabgeordneter Brandenburg
- Volka Stoi (* 1970), Politiker, Parteivorsitzender (APPD)

## Persönlichkeiten, die in Römhild gestorben sind

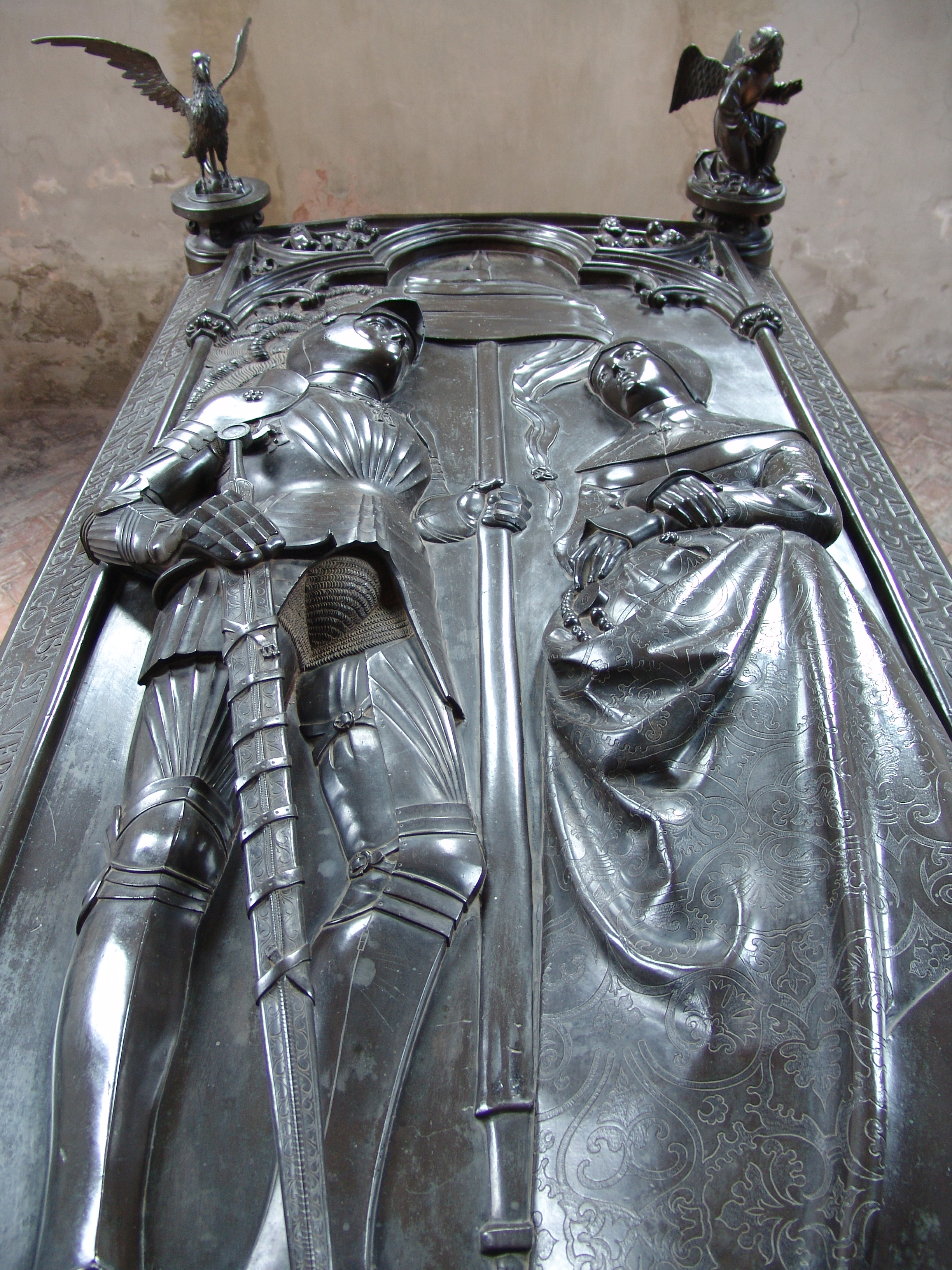
Elisabeth von Brandenburg

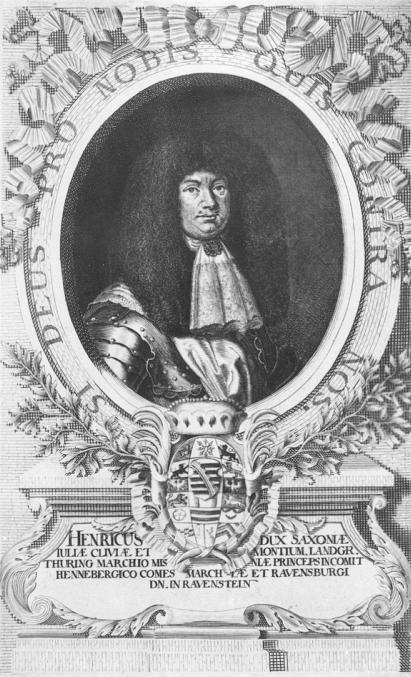
Heinrich (Sachsen-Römhild)

- Elisabeth von Brandenburg (1474–1507), durch Heirat Gräfin von Henneberg
- Severus Christoph Olpius (1623–1673), Moralphilosoph, Superintendent in Römhild
- Herzog Heinrich von Sachsen-Römhild (1650–1710)
- Pierre Mavrogordato (1870–1948), Antikensammler, Gründer der Siedlung Waldhaus bei Römhild

## Persönlichkeiten, die mit der Stadt in Verbindung stehen
- Philipp von Henneberg (1430–1487), Erzbischof von Bamberg
- Berthold von Henneberg (1441–1504), Erzbischof von Kurmainz
- Appolonia von Henneberg-Römhild (1500/1501–1548)
- Johann Georg Conradi (1645–1699), Komponist, Organist und Kapellmeister, wirkte zeitweilig in Römhild
- Marie Elisabeth von Hessen-Darmstadt (1656–1715), Herzogin von Sachsen-Römhild, starb hier
- Elisabeth Sophie von Brandenburg (1674–1748)
- Johann Kaspar Wetzel (1691–1755), evangelischer Theologe, Hymnologe und Kirchenlieddichter
- Johann Peter Uz (1720–1796), Dichter
- August Wilhelm Döbner (1805–1871), Architekt des Historismus, renovierte die Stadtkirche
- Fritz Fink (1893–1945), Schriftsteller, Buchhändler, Antiquar und Heimatforscher, verbrachte seine Kindheit hier
- Karl Hamann (1903–1973), Politiker
- Cordua Janne-Reckert (1910–?), Keramikkünstlerin. Betrieb eine Manufaktur für keramisches Spielzeug.
- Helga Rühle von Lilienstern (1912–2013), Grafikerin und Historikerin
- Harald Gerlach (1940–2001), Schriftsteller, verbrachte seine Kindheit hier und liegt hier begraben